# Karl zu Leiningen
Karl zu Leiningen (Karl Friedrich Wilhelm Emich zu Leiningen) (ur. 12 września 1804 w Amorbach (Bawaria), zm. 13 listopada 1856 na zamku Waldleiningen k. Amorbach) – trzeci książę Leiningen, arystokratyczny polityk niemiecki i premier rządu parlamentu frankfurckiego.

## Rodzina
Karl zu Leiningen był synem Emicha Carla, księcia zu Leiningen (1763-1814) i jego drugiej żony, Wiktorii von Sachsen-Coburg-Saalfeld (1786-1861). Jego młodszą siostrą była Feodora zu Leiningen. Po śmierci ojca jego matka wyszła 11 lipca 1818 za mąż za Edwarda Augusta, księcia Kentu i Stathearn, młodszego syna króla Jerzego III. Z tego małżeństwa narodziła się przyrodnia siostra Karla – Wiktoria, późniejsza królowa Wielkiej Brytanii i Irlandii, cesarzowa Indii.
Karl ożenił się 13 lutego 1829 w Amorbach z Marią, baronową von Klebelsberg (ur. 27 marca 1806 w Soběslavi koło Taboru w Czechach, zm. 28 października 1880 w Bonn). Miał z nią dwóch synów:
- Ernst Leopold Wiktor Karl August Józef Emich (1830-1904), czwarty książę Leiningen
- Edward Fryderyk Maksymilian Johann (1833-1914)

## Życiorys

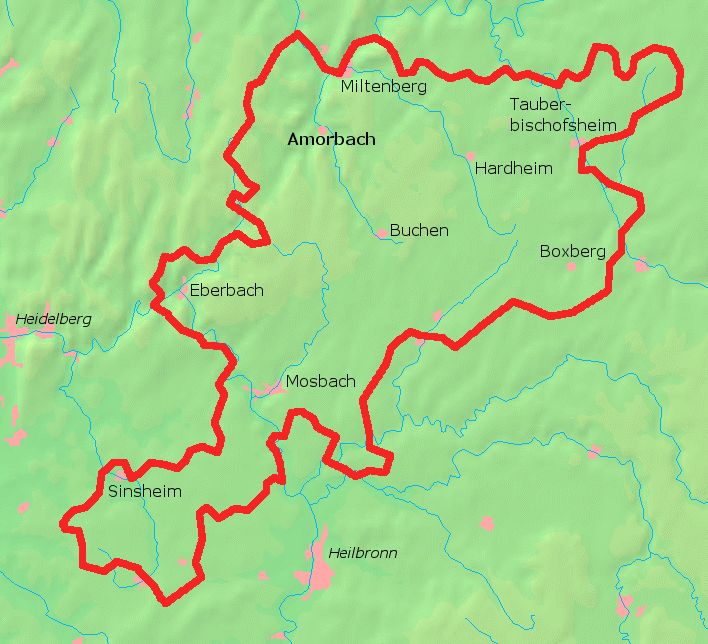
Teren księstwa Leiningen z zaznaczoną siedzibą rodową miastem Amorbach

Po prywatnych naukach pobieranych na rodzinnym zamku Karl ukończył prywatną szkołę w Bonn. O jego wychowanie dbała matka, troszcząc się, by jego edukacja odpowiadała posiadanemu statusowi społecznemu oraz kształtowała wrażliwość na sztukę. Od 1821 do 1823 Karl studiował prawo na Uniwersytecie w Getyndze pod kierunkiem Karla Friedricha Eichhorna. Ferie spędzał w Anglii u boku swojej matki, ojczyma i przyrodniej siostry Wiktorii. Na angielskim dworze, także dzięki staraniom matki, pogłębiał swoje zainteresowania sztuką i malarstwem.
W latach 1823–1842 oddawał się przede wszystkim zarządzaniu majątkiem rodowym Leiningen i zajmował rozbudową nowej rezydencji Waldleiningen. Aktywnie wkraczał w świat lokalnej polityki, reprezentując interesy wyższej szlachty i burżuazji. Światopoglądowo zmierzał jednak w kierunku liberalizmu. Był członkiem izby wyższej (izby panów) sejmu bawarskiego. Od 1820 zasiadał także w izbie wyższej parlamentu krajowego Wielkiego Księstwa Hesji, zaś od 1833 w Badenii, gdzie otrzymał rangę wielkoksiążęcego generała-majora.
Od 20 kwietnia 1842 należał do 21 założycieli „Mainzer Adelsverein” – stowarzyszenia, które postawiło sobie za zadanie wspieranie emigracji niemieckiej do Teksasu. Został wybrany pierwszym prezesem towarzystwa, ale nie był zbyt aktywny. Stowarzyszenie popadło w trudności finansowe i organizacyjne, a w 1844 zostało przekształcone w spółkę akcyjną. Od 1843 był marszałkiem wyższej izby sejmu bawarskiego. Stanowisko to utrzymał do 1848, otrzymując w międzyczasie tytuł generała-leutnanta kawalerii, wskutek czego stale podróżował między Amorbach a Monachium. W tym czasie wielu Niemców osiedliło się w Teksasie, niektórzy z nich zasiedlili północny brzeg rzeki Llano River, zakładając w 1847 na cześć Karla miasto Leiningen.
Dzięki reformom, które propagował zasiadając w bawarskim parlamencie i swoim politycznym broszurom Karl von Leiningen zyskał opinię liberalnego reformatora. Bronił parlamentaryzmu i stopniowego ograniczania politycznych przywilejów arystokracji. Dlatego też został obwołany 15 lipca 1848 premierem tymczasowego rządu parlamentu frankfurckiego pod kierunkiem regenta Jana, arcyksięcia z dynastii Habsburgów (tytułowanego namiestnikiem Rzeszy). Dzięki tej nominacji chciano znaleźć kompromis, odzwierciedlający podzielone religijnie państwa niemieckie. Karl był bowiem ewangelikiem, a regent katolikiem. Ponadto sądzono, że Karl dzięki swoim bliskim kontaktom z dworem angielskim uzyska dla rządu frankfurckiego uznanie ze strony Wielkiej Brytanii oraz pośrednictwo brytyjskie w konflikcie wokół Szlezwika i Holsztyna.

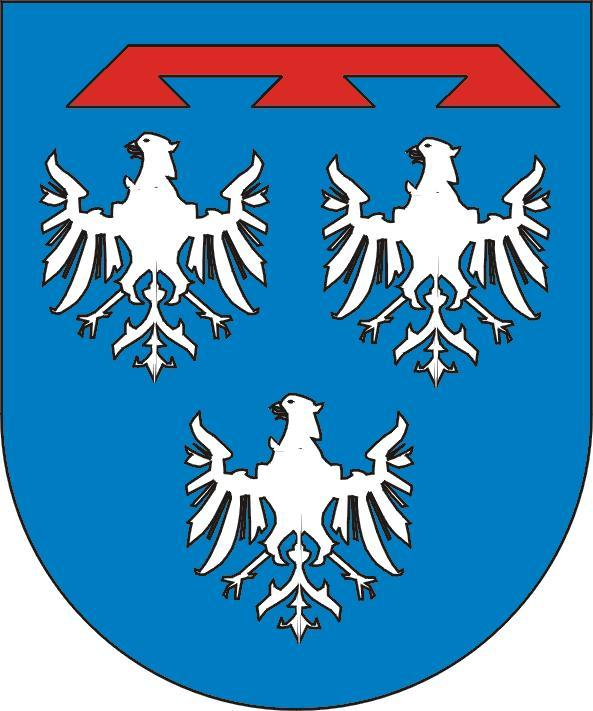
Herb rodziny von Leiningen

Jednakże pruski król Fryderyk Wilhelm IV zawarł, pod naciskiem opinii międzynarodowej (szczególnie Rosji) rozejm z Danią w Malmö; pomijając całkowicie stanowisko rządu frankfurckiego w sprawie tych dwóch księstw. W konflikcie między tymczasowym parlamentem a Prusami, wobec konfliktów politycznych i społecznych targających rozbitymi państwami niemieckimi, Karl von Leiningen był w pełni świadomy swej bezsilności. Dlatego też 5 września 1848 złożył dymisję. Zaś jego następcą został Anton von Schmerling.
Po „przygodzie” z Wiosną Ludów Karl wycofał się z życia politycznego z przekonaniem, że jego starania o zjednoczenie Niemiec były daremne. Rzesza niemiecka, która powstała, nie była takim państwem, jakie sobie wyobrażał. Stała się bowiem państwem militarnym, z przewagą Prus, junkierstwa i bogatej burżuazji. Karl von Leiningen był postępowym arystokratą bawarskim, któremu obce były wzorce monarchii pruskiej. Bliskie mu były idee liberalne, obecne w ustroju angielskim. W 1851 zrezygnował także z prezesury w Adelverein. Swoje stanowisko przekazał 12 maja 1851 Hermannowi zu Wied. Zmarł 13 listopada 1856 na zamku Waldleiningen na atak serca.

## Literatura niemiecka
- Hermann Nehlsen, „Fürst Karl zu Leiningen (1804-1856)”, [w:] „Wirkungen europäischer Rechtskultur. Festschrift für Karl Kroeschell zum 70. Geburtstag”, red. Gerhard Köbler i Hermann Nehlsen, wyd. C.H. Beck, Monachium 1997.
- „Neue Deutsche Biografie (NDB)”, tom 4, s. 621; t. 14, s. 145f.

## Literatura polska
- Mieczysław Żywczyński, „Historia powszechna 1789 – 1870”, wyd. PWN, Warszawa 1997, s. 369.